# Билютин, Кондратий Васильевич
Кондратий Васильевич Билютин (1899, Смоленская губерния — 1975, Москва) — советский военачальник, Герой Советского Союза (19.03.1943). Полковник (1943).

## Биография
Родился 21 сентября 1899 года в деревне Миловидово Бельского уезда Смоленской губернии в бедняцкой многодетной (11 детей) крестьянской семье.
Закончил неполную среднюю школу. С 8 лет батрачил пастухом у местного помещика и у кулаков.
В декабре 1917 года вступил в Красногвардейский отряд особого назначения при Бельском уездном партийном комитете, участвовал в борьбе с бандитизмом. В феврале 1919 года вступил в РКП(б). В мае 1919 года вступил в Красную Армию, зачислен в 1-й Коммунистический батальон, который формировался в Смоленске. Участник Гражданской войны. Вскоре с батальоном отправлен на Восточный фронт, участвовал в боях против войск А. В. Колчака. В июне 1919 года направлен на учёбу на 12-е Симбирские пехотные командные курсы, окончил их в марте 1920 года. После курсов направлен командиром роты в 1-й Ставропольский запасной стрелковый батальон Северо-Кавказского военного округа. С августа 1920 года командовал батальоном 57-го стрелкового полка 7-й стрелковой дивизии 12-й армии Западного фронта, участвовал в советско-польской войне. В бою у Ковеля 14 сентября 1920 года был тяжело ранен (6 пулевых ранений в грудь и живот). Несколько месяцев находился на лечении в госпиталях в городах Коростень, Конотоп, Курск, Смоленск.
В апреле 1921 года назначен командиром взвода 163-го стрелкового полка Отдельной стрелковой бригады Западного фронта (Смоленск). С сентября 1921 года учился в Высшей тактическо-стрелковой школе имени Коминтерна в Москве, которые окончил в августе 1922 года. Затем служил командиром взвода и помощником командира роты 10-го стрелкового полка имени Германского пролетариата 4-й Смоленской стрелковой дивизии (Минск).
В апреле 1923 года направлен на Туркестанский фронт: командир взвода 2-го Туркестанского стрелкового полка 2-й Туркестанской стрелковой дивизии, с 23 октября 1923 года — командир взвода и с ноября 1924 года — командир роты Объединённой военной школы имени В. И. Ленина в Ташкенте, с августа 1925 года — командир роты 6-го Туркестанского стрелкового полка 2-й Туркестанской стрелковой дивизии. С 1923 по 1928 годы принимал участие в боевых действиях ликвидации басмачества в Чаткальской долине, под Самаркандом и Ошем. В 1926 году окончил совпартшколу при 6-м Туркестанском стрелковом полку. Был представлен к награждению орденом Красного Знамени, но по неизвестным причинам награждён не был.
С сентября 1928 года служил в Северо-Кавказском военном округе — командир роты и врио командира батальона 84-го стрелкового полка 28-й стрелковой дивизии (Владикавказ). С полком участвовал в боевых действиях войсковой операции по разоружению в Чеченской автономной области в марте—апреле 1930 года, привёдшую к боевым действиям с стихийно образовавшимися повстанческими отрядами. С января 1931 года служил в системе военных комиссариатов — начальник мобилизационной части Кущевского районного военкомата, с июля 1932 — помощник начальника мобилизационной части 38-го дивизионного мобилизационного округа, с сентября 1937 — временно исполняющий обязанности областного военного комиссара Ростовской области, с августа 1938 — начальник 3-й части Ростовского областного военкомата. С октября 1939 года — начальник отделения в штабе 171-й стрелковой дивизии СКВО (Каменск-Шахтинский). С декабря 1939 года был преподавателем организации и мобилизации войск в Высшей военной школе штабных командиров в Москве. С апреля 1941 года — начальник 3-й части Андижанского областного военкомата Узбекской ССР.
В начале Великой Отечественной войны в Среднеазиатском военном округе из кадров преподавателей и курсантов военных училищ началось формирование 35-й отдельной курсантской стрелковой бригады, в октябре 1941 года майор Билютин назначен в ней командиром батальона. С начала декабря 1941 года в составе бригады — в действующей армии, в составе 20-й армии Западного фронта. Отличился в тяжёлых оборонительных боях битвы за Москву на шоссе Малоярославец — Москва, а в ходе Клинско-Солнечногорской наступательной операции и дальнейшего наступления советских войск под Москвой — при форсировании Истринского водохранилища, освобождении Крюково, Истры, Клина, Волоколамска, Дубосеково. За эти бои награждён своим первым орденом — Красного Знамени.
С февраля 1942 года командовал 1366-м стрелковым полком 407-й стрелковой дивизии, которые формировались в Среднеазиатском военном округе (Семипалатинск). С мая 1942 года майор К. В. Билютин командовал 78-м гвардейским стрелковым полком 25-й Краснознаменной гвардейской стрелковой дивизии, которая формировалась в Московском военном округе. В начале июля 1942 года полк и дивизия вошли в состав 6-й армии Воронежского фронта. А 5 августа полк с боем форсировал реку Дон, выбил венгерские войска с удобнейших позиций, расположенных на береговых кручах высотой до 30 метров с районе села Сторожевое 1-е Острогожского района Воронежской области и захватил там плацдарм. В непрерывных боях до 17 августа, отбивая непрерывные контратаки, плацдарм был расширен до 7 километров по фронту и 4 километров в глубину, и получил наименование «Сторожевского плацдарма», на него переправилась вся дивизия, и следом и другие части. Его пытались ликвидировать сначала войска венгерской армии, затем сменившие их немецкие части, вплоть до октября на нём кипели ежедневные кровопролитные бои, неоднократно противник теснил советские войска и затем контратаками его отбрасывали обратно, но плацдарм был удержан. Эти сражения подробно описаны в мемуарах тогдашнего командира генерала П. М. Шафаренко «На разных фронтах», где он неоднократно упоминает, как командир полка Билютин в критические моменты лично в передовой цепи водил полк в контратаки. В этих боях был контужен в голову 9 сентября 1942 года, но от эвакуации отказался. В начале января 1943 года Сторожевский плацдарм стал исходным рубежом для главного удара 6-й армии в Острогожско-Россошанской наступательной операции. За умелое руководством полком в сражениях на плацдарме командир полка К. В. Билютин был награждён орденом Александра Невского.
Командир 78-го гвардейского стрелкового полка (25-я гвардейская стрелковая дивизия, 40-я армия, Воронежский фронт) полковник Кондратий Васильевич Билютин отличился в боях с января по март 1943 года. В январе-феврале 1943 года полк Билютина участвовал в Острогожско-Россошанской, Воронежско-Касторненской и Харьковской наступательных операциях. В ходе последней из них 12 февраля 1943 года полк первым  ворвался в Харьков и до 16 февраля в уличных боях выбивал гитлеровцев из города. В зимнем наступлении полком уничтожены 41 танк и бронемашина, 67 артиллерийских орудий и 35 миномётов, несколько тысяч солдат и офицеров, много другого вооружения и военной техники.
Однако 19 февраля 1943 года немецкие войска группы армий «Юг» генерал-фельдмаршала Эриха фон Манштейна перешли в наступление, воспользовавшись большим отрывом наступавших советских войск от своих тылов, их совершенно недостаточным снабжением и ослаблением в предыдущих боях, и многочисленными разрывами в линии фронта. Началась Харьквская оборонительная операция. В этот день 25-я гвардейская стрелковая дивизия была передана в 3-ю танковую армию, в конце февраля заняла оборонительный рубеж Тарановка — Змиёв. На этом рубеже 5 суток 78-й гвардейский стрелковый полк отражал немецкие атаки, уничтожив до 30 танков, 10 бронетранспортеров и до 500 солдат и офицеров противника . Именно тогда совершили свой беспримерный подвиг воины гвардии лейтенанта Петра Широнина, удержавшие Тарановку и уничтожившие 16 танков и бронемашин и до 100 солдат врага. Из 16-ти бойцов-широнинцев остались в живых 6, всем им присвоено звание Героев Советского Союза. Но и другие подразделения полка стояли насмерть, не отходя без приказа. Пример мужества всем подчинённым показывал командир полка. О тяжести тех боёв говорит тот факт, что К. В. Билютин в феврале 1943 года даже официально был засчитан сначала пропавшим без вести, а затем и погибшим. За эти сражениях он был представлен к званию Героя Советского Союза.
Указом Президиума Верховного Совета СССР «О присвоении звания Героя Советского Союза начальствующему и рядовому составу Красной Армии» от 19 июня 1943 года за  «образцовое выполнение боевых заданий командования на фронте борьбы с немецкими захватчиками и проявленные при этом отвагу и геройство» удостоен звания Героя Советского Союза с вручением ордена Ленина и медали «Золотая Звезда» (№ 940).
В июне 1943 года полковник К. В. Билютин назначен командиром 6-й стрелковой дивизии 26-го гвардейского стрелкового корпуса 6-й армии Юго-Западного фронта. Однако в начале Донбасской наступательной операции его дивизия попала под немецкий контрудар и «за самовольный и необоснованный отход частей дивизии» 16 августа 1943 года полковник Билютин был снят с должности командира дивизии. 2 сентября его с понижением назначили заместителем командира 25-й гвардейской стрелковой дивизии, воевавшей в составе 6-й и 8-й гвардейских армий Юго-Западного (с октября — 3-го Украинского) фронта. С 7 по 20 сентября 1943 года временно исполнял должность командира дивизии. За это время дивизия участвовала в Донбасской операции (в том числе ею освобождён город Синельниково), в битве за Днепр, отличившись при форсировании Днепра и в Днепропетровской наступательной операции. В декабре 1943 года был направлен на учёбу.

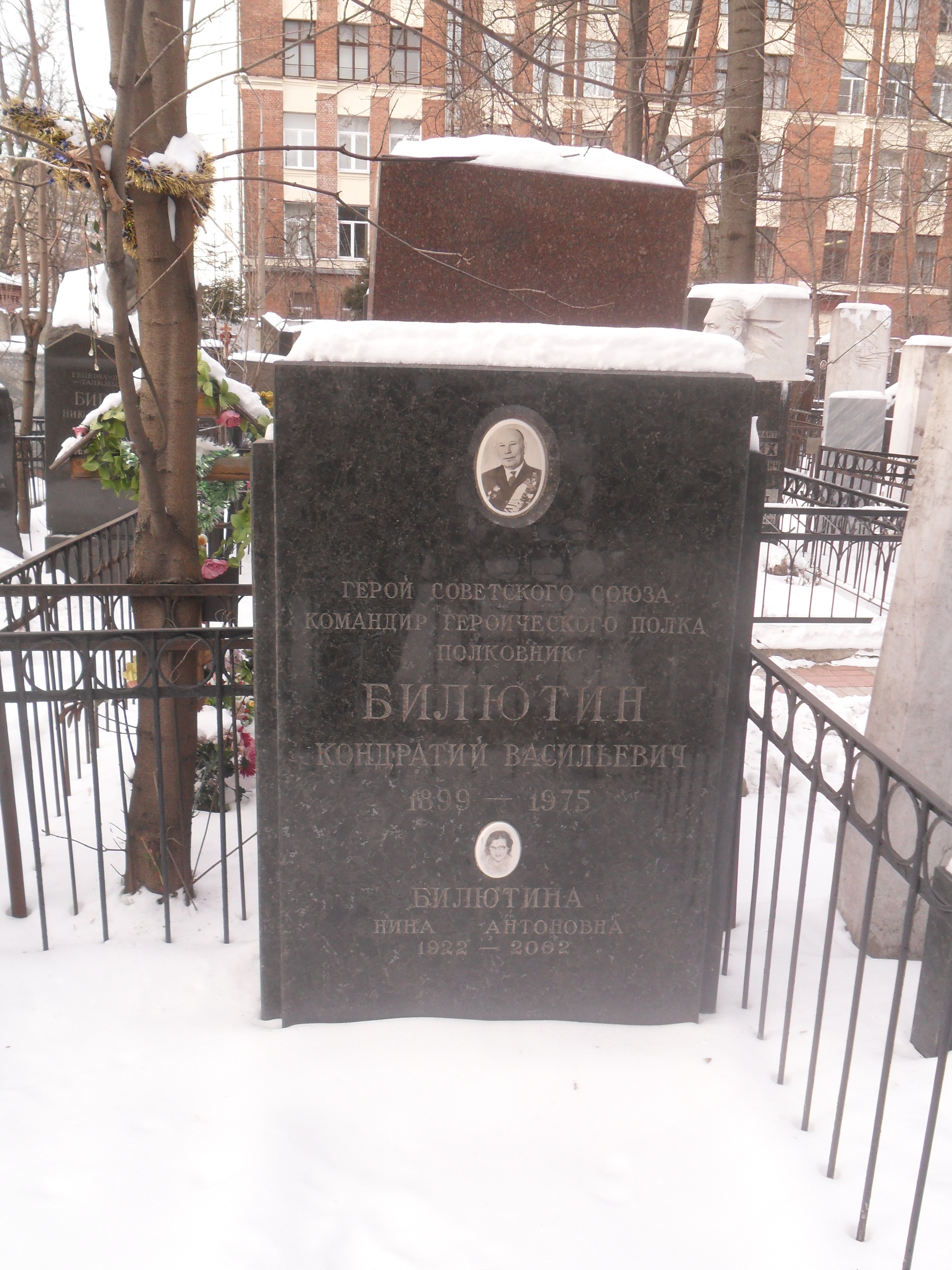
Могила К. В. Билютина на Введенском кладбище Москвы.

В мае 1944 года окончил ускоренный курс Высшей военной академии имени К. Е. Ворошилова, в июне этого года назначен Черновицким областным военным комиссаром. На этом посту прошла вся его дальнейшая служба.
В августе 1947 года уволен в запас в звании полковника.
Жил в Москве, где и умер 11 июня 1975 года. Похоронен на Введенском кладбище (участок 29).

## Воинские звания
- капитан (27.01.1936)
- майор (17.04.1938)
- подполковник (май 1942)
- полковник (22.03.1943)

## Награды
- Медаль «Золотая Звезда» Героя Советского Союза (19.03.1943);
- Два ордена Ленина (19.03.1943, 21.02.1945);
- Три ордена Красного Знамени (20.03.1942, 25.01.1943, 3.11.1944);
- Орден Александра Невского (20.01.1943);
- Медаль «За оборону Москвы»;
- Ряд других медалей;
- Чехословацкий Военный крест 1939 года (Чехословакия, 22.12.1943)[10]
- Медаль «За укрепление дружбы по оружию» в бронзе (ЧССР)[11]

## Память
- Именем К. В. Билютина названа улица села Сторожевое 1-е Острогожского района Воронежской области, где полк под его командованием держал оборону плацдарма в 1942 году.